# Sines (freguesia)
A Freguesia de Sines, com sede na cidade que lhe dá o nome, é uma freguesia portuguesa do Município de Sines com 150,24 km2 de área e 13 107 habitantes (censo de 2021), tendo, por isso, uma densidade populacional de 87,2 hab./km².

## História
Com lugares da freguesia de Sines foi criada em 31 de dezembro de 1984 a freguesia de Porto Covo.

## Demografia
A população registada nos censos foi:
| Distribuição da População por Grupos Etários | Distribuição da População por Grupos Etários | Distribuição da População por Grupos Etários | Distribuição da População por Grupos Etários | Distribuição da População por Grupos Etários |
| -------------------------------------------- | -------------------------------------------- | -------------------------------------------- | -------------------------------------------- | -------------------------------------------- |
| Ano                                          | 0-14 Anos                                    | 15-24 Anos                                   | 25-64 Anos                                   | > 65 Anos                                    |
| 2001                                         | 1959                                         | 1834                                         | 6795                                         | 1873                                         |
| 2011                                         | 1935                                         | 1495                                         | 7521                                         | 2249                                         |
| 2021                                         | 1887                                         | 1260                                         | 7068                                         | 2892                                         |

## Património
- Castelo de Sines
- Capela de Nossa Senhora das Salvas ou Capela de Nossa Senhora das Salas
- Ermida de São Bartolomeu ou Capela de São Bartolomeu
- Igreja da Santa Casa da Misericórdia de Sines
- Igreja Matriz do Salvador ou Igreja Matriz de Sines
- Forte de Nossa Senhora das Salvas ou Forte de Nossa Senhora de Salas
- Parque Natural do Sudoeste Alentejano e Costa Vicentina
- Farol do Cabo de Sines